# Torneo Preolímpico de la OFC 2004
El Torneo Preolímpico de la OFC 2004 fue la eliminatoria de Oceanía para definir al clasificado a fútbol en los Juegos Olímpicos de Atenas 2004 y que tuvo somo sedes a Sídney, Australia y Auckland, Nueva Zelanda del 14 al 30 de enero.
Australia venció en la final a Nueva Zelanda para ser el representante del continente en los Juegos Olímpicos.

## Fase de grupos

### Grupo A
Los partidos se jugaron en Australia.
| País               | Pts | J | G | E | P | GF | GC | GD  |
| ------------------ | --- | - | - | - | - | -- | -- | --- |
| Australia          | 12  | 4 | 4 | 0 | 0 | 26 | 0  | +26 |
| Fiyi               | 9   | 4 | 3 | 0 | 1 | 12 | 8  | +4  |
| Samoa              | 4   | 4 | 1 | 1 | 2 | 5  | 14 | -9  |
| Islas Salomón      | 3   | 4 | 1 | 0 | 3 | 5  | 12 | -7  |
| Papúa Nueva Guinea | 1   | 4 | 0 | 1 | 3 | 7  | 21 | -14 |

| 14 de enero de 2004 | Islas Salomón                                             | 4 – 2   | Papúa Nueva Guinea                   | Marconi Stadium, Sídney                                      |                                                              |
|                     | Maemae 32' · Sam 63' 83' · Fa'arodo 65' 69' · Wickham 78' | Reporte | Sigamata 64' · Guti 80' · Habuka 81' | Asistencia: 2,095 espectadores Árbitro(s): Charles Ariiotima | Asistencia: 2,095 espectadores Árbitro(s): Charles Ariiotima |

| 14 de enero de 2004 | Australia                                                               | 6 – 0   | Samoa                     | Marconi Stadium, Sídney                                  |                                                          |
|                     | Wilkshire 27' · Elrich 49' 78' · Brosque 54' · Thwaite 68' · Holman 72' | Reporte | Faaiuaso 28' · Sikovi 30' | Asistencia: 2,095 espectadores Árbitro(s): Peter O'Leary | Asistencia: 2,095 espectadores Árbitro(s): Peter O'Leary |

| 16 de enero de 2004 | Papúa Nueva Guinea | 0 – 9   | Australia                                                                                             | Marconi Stadium, Sídney                                |                                                        |
|                     | Porou 51'          | Reporte | MacAllister 8' 63' · Elrich 30' · McKain 38' · Dilevski 42' · North 55' · Carle 66' 73' · Pelikan 74' | Asistencia: 1,290 espectadores Árbitro(s): Lencie Fred | Asistencia: 1,290 espectadores Árbitro(s): Lencie Fred |

| 16 de enero de 2004 | Fiyi                                               | 4 – 1   | Islas Salomón                   | Marconi Stadium, Sídney                               |                                                       |
|                     | Vulivuli 3' · Vidovi 12' · Toma 64' 66' · Rodu 82' | Reporte | Sam 53' · Maemae 75' · Suri 83' | Asistencia: 1,290 espectadores Árbitro(s): Ron Wilbur | Asistencia: 1,290 espectadores Árbitro(s): Ron Wilbur |

| 18 de enero de 2004 | Fiyi                                             | 4 – 1   | Papúa Nueva Guinea | Marconi Stadium, Sídney                                |                                                        |
|                     | Ali 20' 32' · Vulivuli 22' 70' · Vakatalesau 54' | Reporte | Lapani 47'         | Asistencia: 200 espectadores Árbitro(s): Peter O'Leary | Asistencia: 200 espectadores Árbitro(s): Peter O'Leary |

| 18 de enero de 2004 | Samoa                            | 1 – 0   | Islas Salomón | Marconi Stadium, Sídney                           |                                                   |
|                     | Fa'aiuaso 11' 24' · Toleafoa 19' | Reporte | Abba 52'      | Asistencia: 200 espectadores Árbitro(s): Neil Fox | Asistencia: 200 espectadores Árbitro(s): Neil Fox |

| 20 de enero de 2004 | Fiyi                                                                | 4 – 0   | Samoa                | Marconi Stadium, Sídney                                      |                                                              |
|                     | Toma 43' · Kumar 51' · Sabutu 57' · Lui 86' (a.g.) · Vulivuli 90+1' | Reporte | Hunt 18' · Ioane 67' | Asistencia: 1,500 espectadores Árbitro(s): Charles Ariiotima | Asistencia: 1,500 espectadores Árbitro(s): Charles Ariiotima |

| 20 de enero de 2004 | Australia                                                                                     | 5 – 0   | Islas Salomón | Marconi Stadium, Sídney                               |                                                       |
|                     | Macallister 14' · Holman 34' · Wilkshire 60' (pen.) · Griffiths 71' · Cansdell-Sherriff 90+2' | Reporte |               | Asistencia: 2,000 espectadores Árbitro(s): Derek Rugg | Asistencia: 2,000 espectadores Árbitro(s): Derek Rugg |

| 22 de enero de 2004 | Samoa                                                    | 4 – 4   | Papúa Nueva Guinea                       | Marconi Stadium, Sídney                             |                                                     |
|                     | Toleafoa 26' · Fa'aiuaso 30' 55' · Timo 57' · Bureta 67' | Reporte | Davani 38' (pen.) 90+1' · Lapani 40' 65' | Asistencia: 800 espectadores Árbitro(s): Ron Wilbur | Asistencia: 800 espectadores Árbitro(s): Ron Wilbur |

| 22 de enero de 2004 | Australia                                               | 6 – 0   | Fiyi | Marconi Stadium, Sídney                             |                                                     |
|                     | Valeri 5' · Holman 6' 54' · Macallister 28' 78' 87' 89' | Reporte |      | Asistencia: 2,000 espectadores Árbitro(s): Neil Fox | Asistencia: 2,000 espectadores Árbitro(s): Neil Fox |

### Grupo B
Los partidos se jugaron en Nueva Zelanda.
| País            | Pts | J | G | E | P | GF | GC | GD  |
| --------------- | --- | - | - | - | - | -- | -- | --- |
| Nueva Zelanda   | 12  | 4 | 4 | 0 | 0 | 25 | 2  | +23 |
| Vanuatu         | 9   | 4 | 3 | 0 | 1 | 27 | 3  | +24 |
| Tonga           | 6   | 4 | 2 | 0 | 2 | 4  | 8  | -4  |
| Islas Cook      | 3   | 4 | 1 | 0 | 3 | 3  | 23 | -20 |
| Samoa Americana | 0   | 4 | 0 | 0 | 4 | 2  | 25 | -23 |

| 14 de enero de 2004 | Tonga                                | 3 – 0   | Samoa Americana | North Harbour Stadium, Auckland                       |                                                       |
|                     | Uhutai 54' · Papani 69' · Feao 90+2' | Reporte |                 | Asistencia: 260 espectadores Árbitro(s): Gidas Bayung | Asistencia: 260 espectadores Árbitro(s): Gidas Bayung |

| 14 de enero de 2004 | Nueva Zelanda                                                                              | 9 – 0   | Islas Cook | North Harbour Stadium, Auckland                      |                                                      |
|                     | Fisher 30' 55' 59' · Jones 32' · Pritchett 34' 73' · Pearce 82' · Wilson 87' · Smith 90+4' | Reporte |            | Asistencia: 260 espectadores Árbitro(s): Andrew Moli | Asistencia: 260 espectadores Árbitro(s): Andrew Moli |

| 16 de enero de 2004 | Nueva Zelanda                                                                        | 11 – 0  | Samoa Americana | North Harbour Stadium, Auckland                     |                                                     |
|                     | Pearce 8' 30' 39' · Smeltz 12' 52' 57' 66' 69' · Mulligan 26' · Smith 30' · Puna 88' | Reporte | Siuta 46'       | Asistencia: 250 espectadores Árbitro(s): Intaz Shah | Asistencia: 250 espectadores Árbitro(s): Intaz Shah |

| 16 de enero de 2004 | Tonga | 0 – 6   | Vanuatu                                                              | North Harbour Stadium, Auckland                         |                                                         |
|                     |       | Reporte | Maleb 5' 42' 74' · Qorig 7' · Mahe 65' (pen.) · Manumua 90+2' (a.g.) | Asistencia: 250 espectadores Árbitro(s): Simon Micallef | Asistencia: 250 espectadores Árbitro(s): Simon Micallef |

| 18 de enero de 2004 | Islas Cook | 0 – 11  | Vanuatu | North Harbour Stadium, Auckland                        |                                                        |
|                     |            | Reporte | Maleb 5' 30' 42' 57' · Yakeula 23' 86' · Thompsen 54' 79' · Kapi 68' · Joe 84' · Lete 88' · Vava 89' · Angene 90' (a.g.) | Asistencia: 250 espectadores Árbitro(s): Leone Rakaroi | Asistencia: 250 espectadores Árbitro(s): Leone Rakaroi |

| 18 de enero de 2004 | Nueva Zelanda                       | 2 – 0   | Tonga | North Harbour Stadium, Auckland                              |                                                              |
|                     | Bertos 35' · Turner 45' · Smith 77' | Reporte |       | Asistencia: 250 espectadores Árbitro(s): Constantinos Diomis | Asistencia: 250 espectadores Árbitro(s): Constantinos Diomis |

| 20 de enero de 2004 | Tonga                         | 1 – 0   | Islas Cook | North Harbour Stadium, Auckland                     |                                                     |
|                     | Moala 25' · Huihahau 64', 73' | Reporte | Mingi 80'  | Asistencia: 100 espectadores Árbitro(s): Intaz Shah | Asistencia: 100 espectadores Árbitro(s): Intaz Shah |

| 20 de enero de 2004 | Samoa Americana | 0 – 8   | Vanuatu                                                                           | North Harbour Stadium, Auckland                              |                                                              |
|                     | Lepou 50'       | Reporte | Waiwai 9' · Thompsen 11' 12' 30' · Qorig 22' · Tabe 64' · Mahe 78' · Kapi 81' 88' | Asistencia: 100 espectadores Árbitro(s): Constantinos Diomis | Asistencia: 100 espectadores Árbitro(s): Constantinos Diomis |

| 22 de enero de 2004 | Islas Cook                  | 3 – 2   | Samoa Americana                      | North Harbour Stadium, Auckland                      |                                                      |
|                     | T. Tisam 17' 46' · Best 24' | Reporte | Fa'ataualofa 58' · Atuelevao 67' 69' | Asistencia: 200 espectadores Árbitro(s): Andrew Moli | Asistencia: 200 espectadores Árbitro(s): Andrew Moli |

| 22 de enero de 2004 | Vanuatu                                                          | 2 – 3   | Nueva Zelanda                                       | North Harbour Stadium, Auckland                           |                                                           |
|                     | Maleb 9' · Thompsen 19' · Lete 90+1' · Alick 90+3' · Maleb 90+3' | Reporte | Turner 39' · Lochhead 42' · Smeltz 51' · Fisher 62' | Asistencia: 1,000 espectadores Árbitro(s): Simon Micallef | Asistencia: 1,000 espectadores Árbitro(s): Simon Micallef |

### Final
| 26-1-2004 16:50 AEST | Australia                            | 2 – 0   | Nueva Zelanda          | Parramatta Stadium, Sídney, Australia |  |
|                      | Holman 66' · McKain 76' · Elrich 83' | Reporte | Bertos 59' · Jones 72' |                                       |  |

| 30-1-2004 19:30 NZST                                                | Nueva Zelanda          | 1 – 1   | Australia     | North Harbour Stadium, Auckland, Nueva Zelanda |  |
|                                                                     | Smeltz 51' · Brown 69' | Reporte | Griffiths 71' |                                                |  |
| Australia gana 3-1 en el marcador global y clasifica a Atenas 2004. |                        |         |               |                                                |  |

## Clasifica a Juegos Olímpicos
| Torneo Preolímpico de la OFC 2004 |
| --------------------------------- |
| Bandera de Australia              |
| Australia 3º Título               |